# Epping Forest
Epping Forest este un district nemetropolitan în Regatul Unit, în comitatul Essex din regiunea East, Anglia.

## Orașe din cadrul districtului
- Chipping Ongar
- Epping
- Loughton
- Waltham Abbey